# Nathan Connolly
Nathan Connolly (Belfast, Irlanda del Norte, 20 de enero de 1981) es un músico de Irlanda del Norte. En la actualidad es el principal guitarrista y vocalista respaldo de la banda de rock alternativo e indie rock Snow Patrol.

## Infancia
Connolly cantó para un coro góspel en una iglesia cuando tenía 16 años, y la expriencia, dice, es lo que le inspiró para ser músico. Supongo que siempre, en torno a la música, y al igual que cualquier otro niño de 12 o 13 años, quise ser una estrella de rock y tocar la guitarra. Comencé con una banda con mi primo y dos compañeros de la escuela. Comencé a tomarme la música más en serio. Vamos, que siempre he querido tocar en una banda de música y escribir, lo único que no me di cuenta exactamente lo mucho cuando empecé.

## Carrera musical
Antes de incorporarse a Snow Patrol fue miembro de una banda llamada File Under Easy Listening, teniendo como mánager al DJ Colin Murray, de BBC Radio 1. La banda estaba integrada por Nathan, Aaron Ditty, Dave Magee, y Peter Comfort. Desafortunadamente, no fue por mucho tiempo: el sencillo "Closure / Dryform" fue su único lanzamiento.
Mientras trabajaba en la tienda de música HMV, Nathan fue presentado a Snow Patrol. Aceptó unirse a regañadientes, a pesar de que la banda no tenía contrato discográfico en ese momento. Él le recuerda a su madre en tono de broma que "fue secuestrado por estrellas de rock".
Connolly se convirtió en miembro permanente de la banda a finales de 2002. Como compositor del nuevo material, Snow Patrol obtuvo un contrato y lanzó Final Straw a principios de 2004. Este álbum supuso para la banda el empujón necesario para darse a conocer a un público más amplio.

## Equipo Musical

### Guitarras
- Gibson Les Paul Custom - 1979.
- Fender Telecaster Custom - 1974.
- Fender Telecaster Custom - 1977.
- Gretsch Countryman - 1962.
- Gretsch Duo Jet - Color negro.
- Fender Jaguar - 1965.
- Fender Telecaster Custom - Color negro reeditar 1972.
- Fender Telecaster Nashville - solar.
- Guild Electro / Acústica.

Utiliza Jim Dunlop Tortex.

### Efectos
Connolly usa TC Electronics batidor montado, efectos y otros pedales.
- TC electrónico MXL.
- TC electrónico D-dos.
- TC electrónico G-Major.
- Delay.

## Curiosidades
- Nathan obtuvo un Diploma Nacional de Música Popular.
- Él es un ávido fan de U2. Bono dijo: "Me esperó fuera del hotel Europa todo el día cuando tenía 16 años para obtener mi copia de la cinta de Zooropa.